# サウスヴィグラス
サウスヴィグラスは、日本で活躍したアメリカ産の競走馬（外国産馬）である。引退後は種牡馬として活躍した。
エンドスウィープ初期の代表産駒で2002年 - 2003年にかけてのダート短距離路線で活躍し、GIを含む8つのダート短距離重賞を制覇した。おもな戦績に2003年のJBCスプリント（統一GI）がある。主戦騎手は柴田善臣。

## 戦績
1998年のデビュー以降ダートの短距離を中心に出走し、2001年2月の橿原ステークスを制してオープン入りし、2001年末までに22戦8勝2着6回という成績を収めた。ここまでの勝ち星はすべてダートの1200m戦で挙げたもので、1400m戦では7戦7敗、1600m戦の武蔵野ステークスでは14着とダート戦で唯一の二桁着順を経験している。
2002年、6歳になってサウスヴィグラスは本格化する。年明け初戦のガーネットステークスこそブロードアピールの2着と敗れるが、続く根岸ステークスでは前年のフェブラリーステークス優勝馬ノボトゥルーを退け重賞初制覇、初めて1400m戦を克服した。続くフェブラリーステークスでも1600m戦・GI初挑戦ながら6着に粘り込み、得意のスプリント戦に戻るや黒船賞で前年のJBCスプリント優勝馬ノボジャックに1.6秒差を付け快勝、続くかきつばた記念・北海道スプリントカップ・クラスターカップでは、それぞれコースレコード・日本レコード・コースレコードと強さを見せつけた。
その後に骨折が判明したため目標であったJBCスプリントへの出走は叶わず休養に入った。サウスヴィグラス不在で行われた同年のJBCスプリントはサウスヴィグラスが連勝中に破ってきた馬たちが上位1着-4着を独占した。
骨折から復帰した翌2003年には、根岸S（この年は中山開催）と北海道スプリントカップをいずれも休み明けとなりながら連覇。北海道スプリントカップ後にも軽度の骨折が判明し、またも休み明けとなった東京盃ではハタノアドニスの2着に敗れて連勝を6で止めたが、引退レースとなったJBCスプリントではマイネルセレクトの猛追をハナ差しのいで優勝、GI制覇を成し遂げるとともに、当時ホクトベガが持っていたグレード制導入以降の中央競馬所属馬による通算最多勝利記録に並んだ。本馬が優勝した第3回JBCスプリントには第1回と第2回のJBCスプリント優勝馬に加え、第4回を制することとなるマイネルセレクトや第5回JBCスプリントで2着・3着になる馬などが出走していた。

## 競走成績
| 年月日     | 競馬場 | 競走名            | 格       | 頭数 | オッズ （人気） | オッズ （人気） | 着順 | 騎手     | 斤量 (kg) | 距離（馬場）  | タイム （上り3F） | タイム 差 | 勝ち馬/（2着馬）       |
| ---------- | ------ | ----------------- | -------- | ---- | --------------- | --------------- | ---- | -------- | --------- | ------------- | ----------------- | --------- | ---------------------- |
| 1998.11.14 | 東京   | 3歳新馬           |          | 11   | 24.7            | 0（7人）        | 02着 | 横山典弘 | 54        | ダ1400m（良） | 1:27.1 (39.0)     | -0.7      | サンタイアフェアー     |
| 0000.12.13 | 中山   | 3歳未勝利         |          | 16   | 04.1            | 0（3人）        | 01着 | 岡部幸雄 | 54        | ダ1200m（良） | 1:12.1 (37.1)     | -0.6      | （ディアブロナカヤマ） |
| 1999.01.09 | 中山   | 朱竹賞            | 500万下  | 12   | 02.4            | 0（1人）        | 01着 | 岡部幸雄 | 55        | ダ1200m（良） | 1:11.7 (38.3)     | -0.6      | （リワードアイゼン）   |
| 0000.02.06 | 東京   | ヒヤシンスS       | OP       | 10   | 11.4            | 0（5人）        | 02着 | 横山典弘 | 55        | ダ1600m（良） | 1:38.4 (37.9)     | -0.1      | タイキヘラクレス       |
| 0000.04.04 | 中山   | クリスタルカップ  | GIII     | 14   | 16.9            | 0（7人）        | 11着 | 横山典弘 | 55        | 芝1200m（良） | 1:10.4 (36.7)     | -1.2      | タイキダイヤ           |
| 0000.11.20 | 東京   | 4歳以上900万下    |          | 16   | 03.3            | 0（1人）        | 01着 | 柴田善臣 | 55        | ダ1200m（良） | 1:10.6 (35.8)     | -0.7      | （ミラクルマンボ）     |
| 2000.01.05 | 京都   | 門松S             | 1600万下 | 16   | 01.7            | 0（1人）        | 01着 | 武豊     | 56        | ダ1200m（良） | 1:10.9 (35.9)     | -0.5      | （マイトシェーバー）   |
| 0000.02.12 | 京都   | すばるS           | OP       | 16   | 01.9            | 0（1人）        | 02着 | 武豊     | 55        | ダ1400m（稍） | 1:23.8 (36.8)     | -0.1      | タガノサイレンス       |
| 0000.04.01 | 阪神   | コーラルS         | OP       | 16   | 01.8            | 0（1人）        | 02着 | 武豊     | 54        | ダ1400m（良） | 1:22.6 (36.3)     | -0.0      | エイシンサンルイス     |
| 0000.05.14 | 京都   | 栗東S             | OP       | 16   | 01.8            | 0（1人）        | 02着 | 河内洋   | 56        | ダ1200m（重） | 1:09.3 (35.4)     | -0.1      | ブロードアピール       |
| 0000.11.12 | 東京   | 奥多摩S           | 1600万下 | 18   | 16.7            | 0（7人）        | 18着 | 武幸四郎 | 57        | 芝1400m（良） | 1:24.6 (38.1)     | -2.9      | グリーンプラネット     |
| 0000.11.26 | 京都   | 貴船S             | 1600万下 | 16   | 02.9            | 0（1人）        | 01着 | 武幸四郎 | 58        | ダ1200m（良） | 1:10.7 (35.9)     | -0.9      | （ゲインフルマーク）   |
| 0000.12.17 | 阪神   | 武田尾S           | 1600万下 | 15   | 01.5            | 0（1人）        | 02着 | 武幸四郎 | 58        | ダ1400m（稍） | 1:24.3 (37.5)     | -0.0      | ハタノアドニス         |
| 2001.01.07 | 中山   | ガーネットS       | GIII     | 13   | 08.1            | 0（3人）        | 03着 | 柴田善臣 | 56        | ダ1200m（良） | 1:09.6 (35.8)     | -0.1      | ビーマイナカヤマ       |
| 0000.02.04 | 京都   | 橿原S             | 1600万下 | 15   | 01.5            | 0（1人）        | 01着 | 武幸四郎 | 57        | ダ1200m（稍） | 1:09.6 (35.3)     | -1.3      | （クールネージュ）     |
| 0000.04.14 | 中山   | 京葉S             | OP       | 15   | 01.5            | 0（1人）        | 01着 | 柴田善臣 | 57.5      | ダ1200m（良） | 1:10.8 (35.8)     | -0.6      | （キーゴールド）       |
| 0000.05.26 | 東京   | 欅S               | OP       | 14   | 03.4            | 0（2人）        | 08着 | 柴田善臣 | 56        | ダ1400m（良） | 1:23.1 (37.2)     | -1.1      | アッミラーレ           |
| 0000.06.14 | 札幌   | 北海道スプリントC | GIII     | 12   |                 | 0（2人）        | 02着 | 柴田善臣 | 56        | ダ1000m（良） | 0:57.7 (00.0)     | -0.0      | ノボジャック           |
| 0000.09.27 | 大井   | 東京盃            | GII      | 16   |                 | 0（2人）        | 06着 | 柴田善臣 | 56        | ダ1200m（良） | 1:11.9 (36.9)     | -1.0      | ノボジャック           |
| 0000.10.27 | 東京   | 武蔵野S           | GIII     | 15   | 99.9            | （11人）        | 14着 | 菊沢隆徳 | 56        | ダ1600m（良） | 1:37.7 (40.0)     | -4.4      | クロフネ               |
| 0000.11.18 | 東京   | 霜月S             | OP       | 16   | 04.5            | 0（1人）        | 01着 | 柴田善臣 | 56        | ダ1200m（良） | 1:10.8 (36.5)     | -0.2      | （ゲイリーイグリット） |
| 0000.12.08 | 阪神   | 摩耶S             | OP       | 15   | 05.0            | 0（2人）        | 04着 | 四位洋文 | 57        | ダ1400m（良） | 1:23.4 (37.4)     | -0.4      | スタンドオンエンド     |
| 2002.01.06 | 東京   | ガーネットS       | GIII     | 16   | 04.5            | 0（2人）        | 02着 | 柴田善臣 | 56        | ダ1200m（良） | 1:10.5 (36.2)     | -0.2      | ブロードアピール       |
| 0000.01.26 | 東京   | 根岸S             | GIII     | 14   | 10.5            | 0（6人）        | 01着 | 柴田善臣 | 56        | ダ1400m（良） | 1:22.8 (36.5)     | -0.3      | （ノボトゥルー）       |
| 0000.02.17 | 東京   | フェブラリーS     | GI       | 16   | 28.3            | 0（8人）        | 06着 | 横山典弘 | 57        | ダ1600m（良） | 1:36.2 (37.2)     | -1.1      | アグネスデジタル       |
| 0000.03.18 | 高知   | 黒船賞            | GIII     | 12   | 01.8            | 0（1人）        | 01着 | 柴田善臣 | 56        | ダ1400m（重） | 1:26.8 (37.2)     | -1.6      | （ノボジャック）       |
| 0000.05.06 | 名古屋 | かきつばた記念    | GIII     | 12   | 01.5            | 0（1人）        | 01着 | 柴田善臣 | 56        | ダ1400m（良） | R1:23.9 (00.0)    | -0.1      | （スターリングローズ） |
| 0000.06.13 | 札幌   | 北海道スプリントC | GIII     | 12   | 01.3            | 0（1人）        | 01着 | 柴田善臣 | 56        | ダ1000m（良） | R0:56.8 (00.0)    | -0.4      | （ディバインシルバー） |
| 0000.08.16 | 盛岡   | クラスターカップ  | GIII     | 14   | 01.2            | 0（1人）        | 01着 | 柴田善臣 | 57        | ダ1200m（稍） | R1:10.2 (00.0)    | -0.2      | （ディバインシルバー） |
| 2003.02.01 | 中山   | 根岸S             | GIII     | 16   | 05.6            | 0（2人）        | 01着 | 柴田善臣 | 57        | ダ1200m（良） | 1:10.4 (37.6)     | -0.0      | （ニホンピロサート）   |
| 0000.06.12 | 札幌   | 北海道スプリントC | GIII     | 11   | 01.3            | 0（1人）        | 01着 | 柴田善臣 | 57        | ダ1000m（良） | 0:58.7 (00.0)     | -0.8      | （エイシンラグランジ） |
| 0000.10.09 | 大井   | 東京盃            | GII      | 13   | 01.2            | 0（1人）        | 02着 | 柴田善臣 | 56        | ダ1190m（良） | 1:11.5 (00.0)     | -0.9      | ハタノアドニス         |
| 0000.11.03 | 大井   | JBCスプリント     | GI       | 15   | 04.9            | 0（3人）        | 01着 | 柴田善臣 | 57        | ダ1190m（良） | 1:09.7 (36.1)     | -0.0      | （マイネルセレクト）   |

- タイム欄のRはレコード勝ちを示す。

## 種牡馬時代
引退後は静内スタリオンステーションにて繋養されていたが、その後アロースタッドに移動した。
2007年にファーストクロップとなる産駒がデビュー。同年6月5日に旭川競馬場でマイアミフェスタが産駒初勝利を挙げ、11月18日に京都競馬場で行われた2歳未勝利戦をドキャーレが制し、産駒が中央競馬で初勝利を挙げた。
その後、地方競馬で順調に勝鞍を増やし、NARファーストシーズンリーディングサイアーとなった。また中央でも9位につけている。
2009年1月7日、船橋競馬場で行われた船橋記念（南関東SIII）でスパロービートが勝利し、産駒として初の重賞勝利馬となった。12月16日、川崎競馬場で行われた全日本2歳優駿 (JpnI)にてラブミーチャンが勝利し、産駒として初のJpnI勝利馬となった。こうした産駒の活躍と比較的安価な種付け料（2010年は80万円）から人気を集め、2010年は種付け頭数が213頭と、日高地区で最も多くの種付けを行った。
2012年と2015年 - 2021年の7年連続を含む計8度の地方競馬リーディングサイアーとなっている。
産駒の年間勝利数（中央・地方の合算）が300を超えた年が9回あり、うち6回は400勝を超えている（最多は2019年の493勝）。2022年には産駒の通算勝利数が5000勝に達した。
2018年1月26日、腸閉塞による疝痛を発症したため開腹手術が行われ、その後は回復に向け静養していたが、同年3月4日18時50分頃、死亡した。

### 主な産駒
自身は芝の道悪に出走した実績がないが、産駒にとにかく道悪巧者が多いのが特徴。

#### グレード級重賞勝利馬

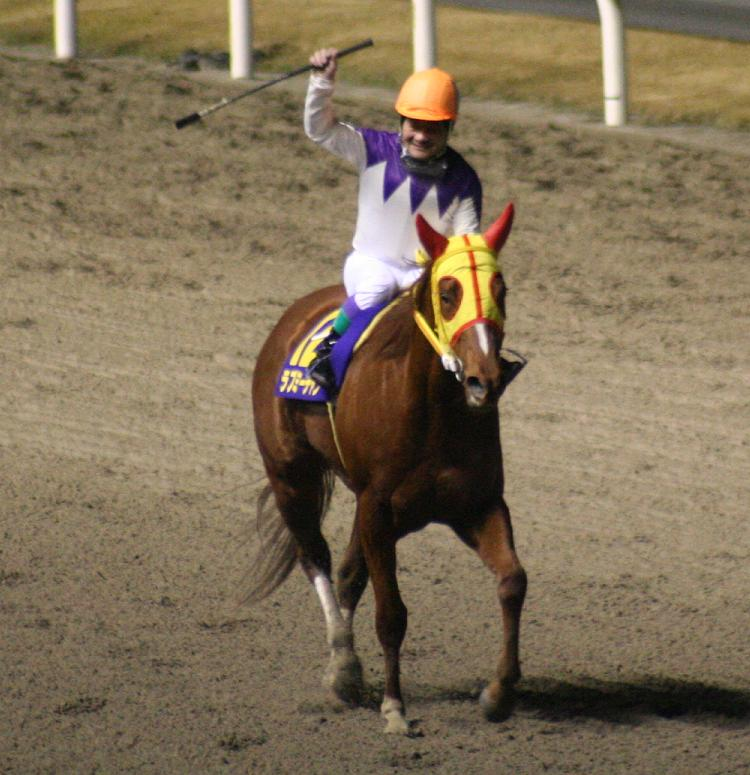
ラブミーチャン（2007年産）

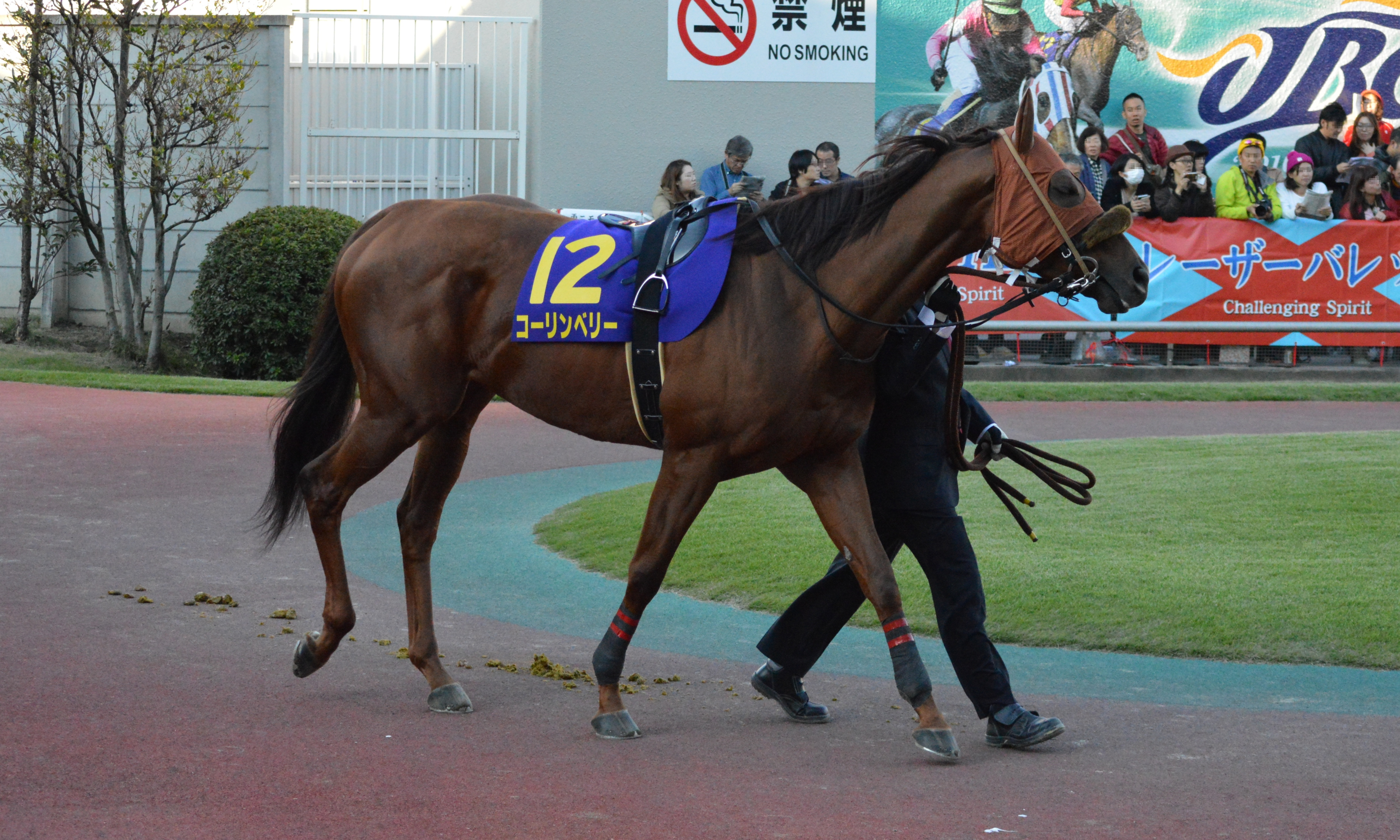
コーリンベリー（2011年産）

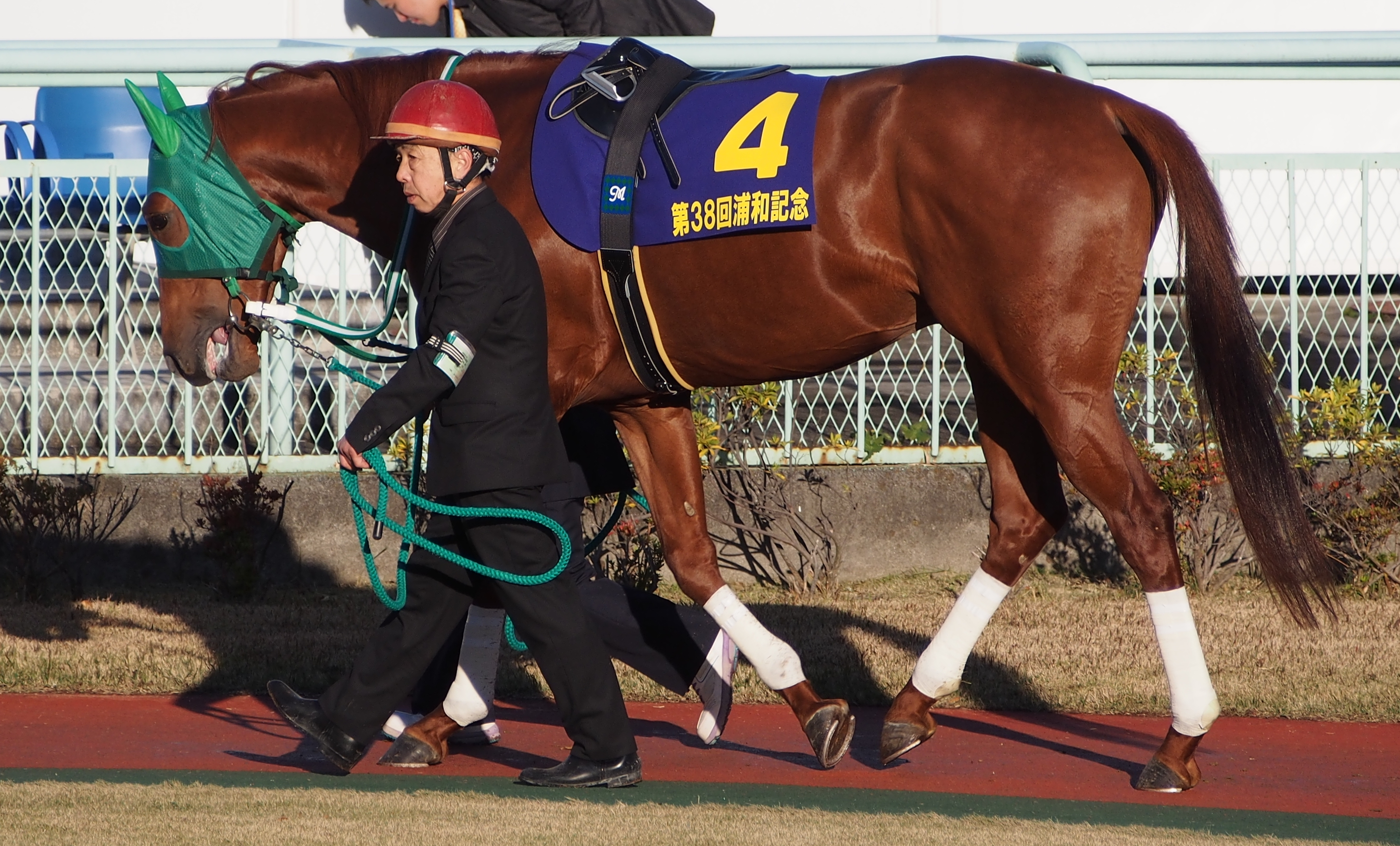
ヒガシウィルウィン（2014年産）

太字はGI級競走、*は地方競馬独自格付けの重賞
- 2005年産
  - トーホウドルチェ（2010年マリーンカップ）
- 2006年産
  - ナムラタイタン（2011年武蔵野ステークス、2014年*赤松杯、*シアンモア記念、*みちのく大賞典、*北上川大賞典、2015年*赤松杯、*岩鷲賞、*青藍賞、*絆カップ、*桐花賞、2016年*赤松杯、*シアンモア記念、*桐花賞）
- 2007年産
  - ラブミーチャン（2009年*ジュニアクラウン、兵庫ジュニアグランプリ、全日本2歳優駿、2010年*ゴールドジュニア、*エトワール賞、2011年*名古屋でら馬スプリント、*習志野きらっとスプリント、*オッズパークグランプリ、2012年*名古屋でら馬スプリント、*習志野きらっとスプリント、東京盃、2013年*オッズパークグランプリ、東京スプリント、*名古屋でら馬スプリント、*習志野きらっとスプリント）
- 2008年産
  - ハルサンサン（2012年TCK女王盃）
- 2010年産
  - ハニーパイ（2012年*リリーカップ、エーデルワイス賞）
- 2011年産
  - コーリンベリー（2015年かきつばた記念、JBCスプリント[6]、2016年東京スプリント）
  - エイシンヴァラー（2018年黒船賞）
- 2012年産
  - キタサンサジン（2017年東京スプリント）
- 2013年産
  - タイニーダンサー（2015年*栄冠賞、*フローラルカップ、エーデルワイス賞、北海道2歳優駿、2016年関東オークス）
- 2014年産
  - ヒガシウィルウィン（2016年*サンライズカップ、2017年*ニューイヤーカップ、*京浜盃、*東京ダービー、ジャパンダートダービー、2018年*サンタアニタトロフィー、2020年*青藍賞、*絆カップ、2021年*シアンモア記念、*青藍賞、*トウケイニセイ記念）
  - サブノジュニア（2020年*アフター5スター賞、JBCスプリント）
- 2015年産
  - ストロングハート（2017年*リリーカップ、エーデルワイス賞、*しらさぎ賞）
  - ヒロシゲゴールド（2021年北海道スプリントカップ）
- 2016年産
  - アークヴィグラス（2018年*フルールカップ、*リリーカップ、エーデルワイス賞、*ローレル賞、*東京2歳優駿牝馬）
- 2017年産
  - テイエムサウスダン（2019年兵庫ジュニアグランプリ、2021年黒船賞、テレ玉杯オーバルスプリント、2022年根岸ステークス）

#### 地方重賞勝利馬
- 2005年産
  - スパロービート（2009年船橋記念）
- 2006年産
  - シルバーウインド（2009年スプリングカップ、オッズパーク・ファンセレクションin笠松、秋桜賞、2011年新春盃）
  - スーパーヴィグラス（2012年岩鷲賞）
- 2007年産
  - ジーエスライカー（2010年京浜盃、2011年船橋記念、2012年アフター5スター賞）
  - フォーインワン（2009年ヤングチャンピオン、2010年若駒賞、キングカップ、福山ダービー、福山王冠）
  - スマートジョーカー（2013年川崎マイラーズ）
- 2008年産
  - クイックスター（2013年名古屋記念）
  - キモンレッド（2015年トウケイニセイ記念）
- 2009年産
  - エーシンユリシーズ（2012年園田ユースカップ、スプリングカップ、2015年カンナ賞、池田湖賞）
  - コテキタイ（2012年浦和桜花賞）
  - ミスシナノ（2012年留守杯日高賞）
  - ワールドエンド（2014年名古屋でら馬スプリント、2015年名古屋でら馬スプリント）
  - テイエムシシオー（2016年新涼賞）
  - ドリームコンサート（2018年園田ウインターカップ）
- 2010年産
  - ロマンチック（2012年九州ジュニアチャンピオン、2013年花吹雪賞、飛燕賞）
  - カイロス（2012年福山2歳優駿、2013年若駒賞、福山弥生賞、福山ダービー、2017年福永洋一記念、2018年園田FCスプリント）
  - ユメノアトサキ（2013年菊水賞、のじぎく賞、兵庫ダービー）
  - ハードデイズナイト（2013年留守杯日高賞、優駿スプリント、アフター5スター賞）
  - エーシンサルサ（2014年読売レディス杯、兵庫サマークイーン賞、摂津盃、2015年兵庫サマークイーン賞、兵庫クイーンカップ、園田金盃）
  - ケンブリッジナイス（2015年秋桜賞）
  - テイエムチカラ（2016年サイネリア賞、春望賞、すみれ賞、九千部山賞、水無月賞）
  - ランドクイーン（2016年園田FCスプリント、園田チャレンジカップ、2017年白銀争覇）
  - サルバドールハクイ（2016年くろゆり賞）
  - プリンセスバリュー（2017年読売レディス杯）
- 2011年産
  - マツノヴィグラス（2013年九州ジュニアチャンピオン、カペラ賞）
  - ゴオリイ（2013年知床賞）
  - ラブミーブルー（2013年ブロッサムカップ、2014年北斗盃）
  - クロスオーバー（2014年花吹雪賞、ル・プランタン賞、ロータスクラウン賞、2015年久住山賞、師走賞）
  - タケノペガサス（2014年筑紫野賞、背振山賞）
  - スーパーレインボー（2014年大観峰賞）
  - スマートバベル（2014年東京プリンセス賞）
  - コパノバウンシ（2014年留守杯日高賞）
  - ワンダフルタイム（2016年尾張名古屋杯、2017年新春盃）
  - ドナルトソン（2016年名古屋記念）
  - サカジロヴィグラス（2016年早池峰スーパースプリント）
  - ニシノラピート（2017年しらさぎ賞、東京シンデレラマイル）
  - タイセイバンデット（2017年グランシャリオ門別スプリント、エトワール賞）
- 2012年産
  - キングプライド（2015年筑紫野賞、背振山賞、古伊万里賞、九州ダービー栄城賞、英彦山賞、2016年鶴見岳賞、嘉瀬川賞、六角川賞、尾鈴山賞、阿蘇山賞、宝満山賞、2017年尾鈴山賞、2018年九州オールカマー、球磨川賞、佐賀スプリングカップ、2020年はがくれ大賞典、佐賀スプリングカップ）
  - トゥータフ（2015年大観峰賞）
  - スーパーノヴァ（2018年九州大賞典）
- 2013年産
  - モダンウーマン（2015年フルールカップ、リリーカップ、ローレル賞、東京2歳優駿牝馬、2016年ユングフラウ賞、桜花賞【浦和】）
  - トドイワガーデン（2016年ハヤテスプリント）
- 2014年産
  - ピンクドッグウッド（2016年フルールカップ、東京2歳優駿牝馬）[7]
  - ハタノオヌール（2016年リリーカップ）
  - アップトゥユー（2016年ローレル賞、2019年道営スプリント）
  - ベンテンコゾウ（2016年南部駒賞、寒菊賞、2017年奥州弥生賞、北斗盃、北海優駿、2018年赤松杯、シアンモア記念、2019年京成盃グランドマイラーズ）
  - スターインパルス（2016年プリンセスカップ、2017年浦和桜花賞、秋桜賞）
  - サノラブ（2019年徽軫賞）
  - キャンドルグラス（2020年・2021年船橋記念）
  - コンサートドーレ（2020年早池峰スーパースプリント）
  - マコトパパヴェロ（2020年兵庫クイーンカップ）
  - フェリシアルチア（2020年日本海スプリント）
  - エッシャー（2022年ベイスプリント）
- 2015年産
  - サザンヴィグラス（2017年栄冠賞、ブリーダーズゴールドジュニアカップ、2018年北斗盃）
  - ニッポンダエモン（2017年若駒賞）
  - エグジビッツ（2017年金沢シンデレラカップ、プリンセスカップ、留守杯日高賞）
  - グラヴィオーラ（2017年東京2歳優駿牝馬、2018年東京プリンセス賞）
  - ローザーブルー（2018年花吹雪賞）
  - スターギア（2018年あやめ賞）
  - クルセイズスピリツ（2018年優駿スプリント）
  - エイシンエンジョイ（2019年サマーカップ、園田チャレンジカップ、2020年白銀争覇、兵庫ゴールドカップ、笠松グランプリ）
  - ロトヴィグラス（2022年佐賀がばいダッシュ）
- 2016年産
  - ステッペンウルフ（2019年京浜盃）
  - アールロッソ（2022年しらさぎ賞）
- 2017年産
  - カプリフレイバー（2020年優駿スプリント、2021年川崎スパーキングスプリント）
  - ディアタイザン（2020年兵庫ダービー）
  - キラットダイヤ（2021年 - 2023年早池峰スーパースプリント3連覇、絆カップ3連覇、2021年・2022年岩鷲賞連覇、2021年・2023年ヴィーナススプリント）[8]
  - スティールペガサス（2022年ウポポイオータムスプリント、2022年・2023年道営スプリント連覇、2023年エトワール賞）[9]
  - ドテライヤツ（2022年瑞穂賞）[10]
- 2018年産
  - ケラススヴィア（2020年ローレル賞、東京2歳優駿牝馬、2021年浦和・桜花賞、東京プリンセス賞）
  - ファイナルキング（2021年若潮スプリント）

### 母の父としての産駒

#### グレード級重賞勝利馬
*は地方競馬独自格付けの重賞
- 2021年産
  - サントノーレ：2023年*鎌倉記念、2024年京浜盃、*戸塚記念（父エピカリス）

#### 地方重賞勝利馬
- 2015年産
  - ウォーターループ：2018年東海クイーンカップ、ぎふ清流カップ（父ウォーターリーグ）
  - サウスアメリカン：2020年百万石賞（父アドマイヤマックス）
  - ナリタミニスター：2020年金沢スプリントカップ、園田チャレンジカップ、ゴールド争覇、兵庫ウインターカップ（父シニスターミニスター）
- 2016年産
  - ヒカリオーソ：2018年平和賞、2019年雲取賞、東京ダービー、戸塚記念（父フリオーソ）
- 2017年産
  - アベニンドリーム：2020年北海優駿（父オンファイア）
  - キモンルビー：2022年・2023年船橋記念、2023年川崎スパーキングスプリント、習志野きらっとスプリント（父コパノリチャード）[11]
- 2019年産
  - モーニングショー：2021年栄冠賞（父シニスターミニスター）
  - タケノサイコウ：2021年カペラ賞、2022年たんぽぽ賞、2023年佐賀オータムスプリント（父ロードバリオス）
  - ツーシャドー：2024年しらさぎ賞（父ダノンレジェンド）
- 2020年産
  - ディーディーデイ：2023年飛燕賞（父スピルバーグ）
  - スマイルジョナス：2023年ぎふ清流カップ（父グランプリボス）
- 2021年
  - ハリウッドスマイル：2024年ノトキリシマ賞、2025年お松の方賞（父ダノンレジェンド）
  - ショウガフクキタル：2024年MRO金賞（父カレンブラックヒル）
- 2022年産
  - スマイルマンボ：2024年ハイセイコー記念（父デクラレーションオブウォー）
  - オケマル：2024年ネクストスター園田、園田ジュニアカップ、2025年兵庫若駒賞、菊水賞、兵庫優駿（父ニューイヤーズデイ）

## 血統表
| サウスヴィグラスの血統                                       | サウスヴィグラスの血統                            | サウスヴィグラスの血統                            | （血統表の出典）                                  | （血統表の出典） |
| 父系                                                         | フォーティナイナー系                              | フォーティナイナー系                              | フォーティナイナー系                              | [ § 2 ]          |
| 父 *エンドスウィープ End Sweep 1991 鹿毛 アメリカ合衆国      | 父の父*フォーティナイナー 1985 栗毛               | Mr. Prospector                                    | Raise a Native                                    | Raise a Native   |
| 父 *エンドスウィープ End Sweep 1991 鹿毛 アメリカ合衆国      | 父の父*フォーティナイナー 1985 栗毛               | Mr. Prospector                                    | Gold Digger                                       |                  |
| 父 *エンドスウィープ End Sweep 1991 鹿毛 アメリカ合衆国      | 父の父*フォーティナイナー 1985 栗毛               | File                                              | Tom Rolfe                                         | Tom Rolfe        |
| 父 *エンドスウィープ End Sweep 1991 鹿毛 アメリカ合衆国      | 父の父*フォーティナイナー 1985 栗毛               | File                                              | ConTinue                                          |                  |
| 父 *エンドスウィープ End Sweep 1991 鹿毛 アメリカ合衆国      | 父の母Broom Dance 1979 鹿毛                       | Dance Spell                                       | Northern Dancer                                   | Northern Dancer  |
| 父 *エンドスウィープ End Sweep 1991 鹿毛 アメリカ合衆国      | 父の母Broom Dance 1979 鹿毛                       | Dance Spell                                       | Obeah                                             |                  |
| 父 *エンドスウィープ End Sweep 1991 鹿毛 アメリカ合衆国      | 父の母Broom Dance 1979 鹿毛                       | Witching Hour                                     | Thinking Cap                                      | Thinking Cap     |
| 父 *エンドスウィープ End Sweep 1991 鹿毛 アメリカ合衆国      | 父の母Broom Dance 1979 鹿毛                       | Witching Hour                                     | Enchanted Eve                                     |                  |
| 母 *ダーケストスター Darkest Star 1989 黒鹿毛 アメリカ合衆国 | 母の父Star de Naskra 1975 黒鹿毛                  | Naskra                                            | Nasram                                            | Nasram           |
| 母 *ダーケストスター Darkest Star 1989 黒鹿毛 アメリカ合衆国 | 母の父Star de Naskra 1975 黒鹿毛                  | Naskra                                            | Iskra                                             |                  |
| 母 *ダーケストスター Darkest Star 1989 黒鹿毛 アメリカ合衆国 | 母の父Star de Naskra 1975 黒鹿毛                  | Candle Star                                       | Clandestine                                       | Clandestine      |
| 母 *ダーケストスター Darkest Star 1989 黒鹿毛 アメリカ合衆国 | 母の父Star de Naskra 1975 黒鹿毛                  | Candle Star                                       | Star Minstrel                                     |                  |
| 母 *ダーケストスター Darkest Star 1989 黒鹿毛 アメリカ合衆国 | 母の母Minnie Riperton 1974 黒鹿毛                 | Cornish Prince                                    | Bold Ruler                                        | Bold Ruler       |
| 母 *ダーケストスター Darkest Star 1989 黒鹿毛 アメリカ合衆国 | 母の母Minnie Riperton 1974 黒鹿毛                 | Cornish Prince                                    | Teleran                                           |                  |
| 母 *ダーケストスター Darkest Star 1989 黒鹿毛 アメリカ合衆国 | 母の母Minnie Riperton 1974 黒鹿毛                 | English Harbor                                    | War Admiral                                       | War Admiral      |
| 母 *ダーケストスター Darkest Star 1989 黒鹿毛 アメリカ合衆国 | 母の母Minnie Riperton 1974 黒鹿毛                 | English Harbor                                    | Level Sands                                       |                  |
| 母系(F-No.)                                                  | (FN:5-g)                                          | (FN:5-g)                                          | (FN:5-g)                                          | [ § 3 ]          |
| 5代内の近親交配                                              | Double Jay 5×5=6.25%, Nasrullah 5･5（母内）=6.25% | Double Jay 5×5=6.25%, Nasrullah 5･5（母内）=6.25% | Double Jay 5×5=6.25%, Nasrullah 5･5（母内）=6.25% | [ § 4 ]          |
| 出典                                                         | 1. 2. 3. 4.                                       | 1. 2. 3. 4.                                       | 1. 2. 3. 4.                                       | 1. 2. 3. 4.      |